# Bonaventura Fauni-Pio
Bonaventura Fauni-Pio (Costacciaro, 1496 – Gubbio, 17 gennaio 1562) è stato un teologo e vescovo cattolico italiano.

## Biografia

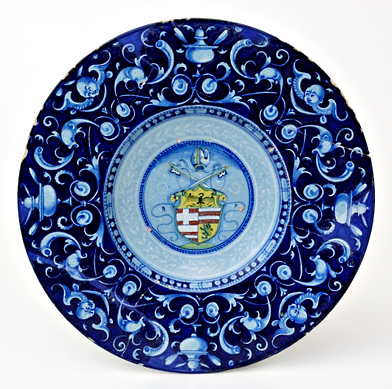
Piatto a grottesche con lo stemma di Rodolfo Pio da Carpi (Museo internazionale delle ceramiche in Faenza).

Nato a Costacciaro alla fine del XV secolo (e perciò chiamato talora "il Costacciaro" o "il Costacciario"), deve il cognome Fauni al cognato Mariotto Fauni, marito della sorella maggiore Gabriella. Legato da profonda amicizia con i conti Pio di Carpi, aggiungerà in seguito il cognome onorifico Pio, donatogli dal cardinale Rodolfo Pio di Carpi insieme con le sue insegne.
Entrato nell'ordine dei frati minori conventuali attraverso la scuola di Costacciaro e il seminario di Gubbio, dopo il noviziato e la professione religiosa fu studente di filosofia e teologia allo Studio di Padova, dove ottenne il titolo di baccelliere e, ordinato sacerdote, fu "reggente degli studi" prima nella stessa Padova (1528-1534) e poi nella magna domus francescana dei Frari a Venezia (1535-1541). In quegli anni acquisì grande fama predicando in molte città italiane (Genova, Vicenza, Firenze, Napoli ecc.) e insegnando in vari studia come lector (professore) di teologia e filosofia: allo Studium Generale di Perugia, alla Sapienza di Roma (filosofia nel 1527 e teologia nel 1534), allo Studio patavino (con le celebri lezioni sulla dottrina del francescano Duns Scoto). Viene ricordato per il suo carattere coraggioso e risoluto (vir intrepidus), ma anche per l'intelligenza e l'abilità diplomatica: fu infatti apprezzato consigliere e agente di Guidobaldo II Della Rovere in una splendidissima legatio e anzi, pur di compiacere il duca di Urbino, rinunciò anche alla dignità episcopale, almeno per qualche tempo.
Ministro provinciale dei minori conventuali dell'Umbria (1541), ampliò e trasformò in convento un antico edificio nel centro di Costacciaro, divenuto oggi sede del comune e della biblioteca. Nel capitolo generale di Ancona del 1543 fu eletto 49º ministro generale dell'ordine, riconfermato nella carica per altri tre anni con votazione plebiscitaria dal capitolo generale di Venezia nel 1546. In questo periodo (1543-1547) partecipò quale "voce in capitolo" alla prima fase del Concilio di Trento prendendo parte a numerose congregazioni, distinguendosi particolarmente nelle questioni sulla giustificazione per fede, e per il quale scrisse le Constitutiones reverendiss. patris et domini magistri Bonaventure Costacciarij totius Ordinis min. con. generalis ab omnibus fratribus suis inviolabiliter observande (Spoleto, Luca Bini, 1544). Negli stessi anni s'interessò anche agli studi del giovane frate Felice Peretti, futuro papa Sisto V.
Il 9 aprile 1549 papa Paolo III lo elesse vescovo di Acqui, dove rimase una decina d'anni finché nel 1558 lasciò il governo della diocesi (in cui subentrò il nipote Pietro Fauno) e si ritirò nel convento dei suoi confratelli a Gubbio, di cui aveva fatto restaurare un'ala destinandola a ospitare gli infermi e i predicatori e in cui aveva fatto allestire per sé una stanza-biblioteca con 300 volumi, soprattutto incunaboli e cinquecentine di teologia e patristica. Qui coltivò la sua amicizia con il duca Guidobaldo II Della Rovere, dal quale ottenne l'erezione nella città eugubina del monastero del Buon Gesù delle Clarisse cappuccine. Morì nel convento di Gubbio il 17 gennaio 1562 e venne sepolto nella chiesa di San Francesco, dov'è ricordato da una lapide a metà della navata destra e dall'altare da lui fatto costruire in onore di san Bonaventura.